# 니콜 아말피
니콜 아말피(영어: Nicol Amarfi, 일본어: ニコル・アマルフィ)는 TV 애니메이션 《기동전사 건담 SEED》에 등장하는 가공의 인물이다. 성우는 마미(스페셜 에디션 시리즈나 일부 관련 게임에서는 박로미)가 담당하였다.

## 인물
- 인종 : 코디네이터 (제2세대)
- 생년월일 : C.E. 56년 3월 1일
- 사망년월일 : C.E. 71년 4월 15일
- 별자리 : 물고기자리
- 연령 : 15세
- 신장 : 165cm
- 체중 : 61.5kg
- 취미 : 피아노 연주

## 같이 보기
- 기동전사 건담 SEED